# Svetvinčenat
Svetvinčenat (avtohtono istrsko Savičenta, italijansko Sanvincenti, istrovenetsko Sanvizenti) je naselje v Istri na Hrvaškem in sedež istoimenske občine v Istrski županiji.

## Geografija
Naselje Svetvinčenat leži v središču južnega dela Istre, na pol poti med Pazinom in Puljem, ob cesti, ki povezuje notranjost z jugom polotoka. S svojim kaštelom, cerkvijo in zvonikom leži Svetvinčenat na kamniti visoki planoti, obkrožen z gozdom, pašniki in vinogradi.
Območje občine Svetvinčenat ima submediteransko podnebje. Na osnovi Köpenove klasifikacije je izražen naslednji tip: glavna deževna obdobja so v jeseni, minimumi pa poleti; srednja mesečna temperatura najtoplejšega meseca je višja od 22 °C , osem mesecev na leto he srednja dnevna temperatura višja od 10 °C.
Področje občine Svetvinčenat obsega celotne katastarske občine: Svetvinčenat, Smoljanci, Bokordići, Juršići in Štokovci, ter dele katastarskih občin Vodnjan in Filipana.
Občino sestavlja devetnajst statističnih naselij: Bibići, Bokordići, Boškari, Bričanci, Butkovići, Cukrići, Čabrunići. Foli, Juršići, Krančići, Pajkovići, Peresiji, Pusti, Rapanji, Režanci, Salmabati, Smoljanci in Svetvinčenat, ta pa iz petinpedeset manjših naselij. Med ne statistična naselja sodijo deli naselij Sv. Kirina, Bankovića, Brščića, Ferlina.
Občino Svetvinčenat po mnogih kriterijih uvrščajo med tipična področja tako imenovane Rdeče Istre, ali osrednja istrska ravnina, z blago razgibanim reliefom brez izstopajočih morfoloških enot, a s številnimi kraškimi pojavi (jame, vrtače, lokve, skalnjaki,...).

## Zgodovina
Svetvinčenat, Savičenta, San Vincenti, tri imena istega mesta, ki izvira v imenu zaščitnika, španskega mučenca sv. Vincencija in istoimenskega samostana, okoli katerega se je razvilo naselje.
V sporni in najverjetneje ponarejeni  Istrski pogodbi (Razvod istrski), s katero Hrvati dokazujejo njihovo zgodovinsko izpričano naselitev v Istri iz leta 1325, je zapis:
»Odtu idoše ravno putem ki gre z Montmorana v Savičentu, i po pute mnoge križe va kamikeh visekoše, i tako gredući po stareh zlamenjah različna i tu čekahu ... od svetog Vincenca opatije, župan Faško, Adam i Žil i vas komun. I vsi rekoše i potvrdiše da se pravo ondi svršuju četiri termeni od razvod meju nimi i Vodnanski s Guranom i savičenski, goločanski i barbanski. I tu pokazaše četiri zlamenja na kamikeh visečini i ondi pokazaše komun goločanski list ki biše pisan na prvih razvodnih let božih 1025...«
Še danes se vidijo križi vklesani na velikih kamnih na meji županije. Po isti poti kot v preteklosti, lahko še danes obhodimo savičensko komuno. Leta 1178 je papež Aleksander III. potrdil poreškim škofom, med Drugimi cerkvami, tudi cerkev sv. Vincencija z njenimi kapelami. Več kot 200 let pred tem, nek dokument iz leta 965 omenja lastništvo poreških škofov nad Svetvinčenatom.
Starejših zapisov o Svetvinčenatu ni. Samo ugibamo lahko, kdo so bili prvi priseljenci na tem, v tistem času osamljenem kraju, poleg velikih hrastovih gozdov, na visoki planoti med ozemlji Barbana, Gočana, Žminja, Dvigrada, Bala in Vodnjana.
Domneve o začetkih Svetvinčenta so najpogosteje povezane z benediktinci iz Ravene, ki naj bi se v 6. stoletju naselili na tem prostoru bogatim z lesom, znotraj fevda sv. Apolinarija.
Prizadevni benediktinci so izkrčili gozd, obdelovali rdečo zemljo, zgradili stavbe in cerkev, ter tako pritegnili prve naseljence. Med visokimi cipresami, ki skrivajo najstarejšo ohranjeno svetvinčenatsko zgradbo še danes odmeva njihovo staro geslo Ora et labora (moli in delaj).
To področje je bilo in je še danes, brez vodnih tokov, zato je bila opatija zgrajena v bližini manjše lokve, ki je bila izsušena šele pred nekaj leti (Suhaća).
Področje je pridobilo na pomenu tudi kot meja med tremi škofijami: poreško, puljsko in pićansko.
Po večstoletni frankovski, bizantski in oglejski oblasti kaže, da je Svetvinčenat pripadel poreškemu škofu znotraj kompleksne ureditve v pristojnosti oglejskega patriarhata. Škofovska lastnina je bila večkrat potrjena vse od prve cesarja Otona II.. iz leta 983.
Upravno in sodno oblast so izvajali laiki, ki so se kot fevdalci vmešali v poreško škofovsko upravo v okviru zahtevnih gospodarskih transakcij, ki so bile vzrok, istočasno pa tudi potrditev politične moči prvih ljudi iz tega področja. Odnosi med poreškim škofom in oglejskim patriarhom so se pogosto skrhali, kot tudi z goriškimi grofi in družino Sergijevcev iz Pulja, kasneje imenovanih Castropola, ter družino Morosini della Sbarra iz Benetk.
S formalno investituro Bonifacija - potomca družine Nascinguerra Castropola, ki jo je opravil poreški škof leta 1280, so ti postali tudi uradni gospodarji fevdalne posesti Svetvinčenat (v tem času je bila družina Sergijevcev iz Pulja na vrhuncu moči, kljub rastočemu beneškemu vplivu; njihovo gospodarstvo je obsegalo večji del južne Istre).
Zaplet med družinama Castropola in Morosini se je nadaljeval, kljub različnim gospodarjem svetvinčentinskega področja.
Po razdelitvi fevda na pol, titularja postaneta Fulcherio in Andriolo Castropola, druga polovica pa leta 1388 preide v roke plemiča Krotendorfa, vazala avstrijskega vojvode Alberta.
S padcem oblasti patriarha leta 1420 pride do prerazporeditve posesti na področju Istre in leta 1460 so se morali Krotendorfovi nasledniki odreči svoji polovici v korist poreškega škofa. Ta je pridobljeni del ponovno predal potomcu družine Castropola, Nascinguerriju. Tako je Svetvinčenat spet prišel pod upravo  Castropolov, Paola Nascinguerreja (8. oktobra 1460).
Leta 1464 je postal poreškim škof Francesco Morosini, ki je v eni osebi združil fevdalne pravice škofov nad Svetvinčenatom. Po smrti Paola Castropole, ki je umrl brez naslednika, je njegovo fevdalno polovico predal svojemu sorodniku Paolu Morosiniju. Morosinijevi so s tem dobili pravico uporabe titule nad fevdom. Titulo jim je uspelo zadržati kljub zgodnjim smrtim, zahvaljujoč igri s porokami.
Po izumrtju beneške veje Paola Morosinija v manj kot dvajset letih, investituro Pietra, njegovega nečaka po sestri, osporava poreški škof Giorolamo Campegia (1516-1533), ki je zahteval predajo fevda škofiji. Spor, ki je nastal, je bil zaključen v Rimu 23. januarja 1524 s transakcijo, s katero je poreškemu škofu priznana izvirna pravica, pravica uporabe pa družini Morosini.
Prihodki fevda so se morali deliti na pol, kot tudi plačevanje nadomestila odškodnine razsodnikov. Od takrat je bil fevdalni gospodar, kakor tudi škof dolžan dati četrtino desetine cerkvi Svetvinčenta. Škof Campegio je nadalje dodelil kongregaciji cerkve Svetvinčenat četrti del svoje polovice, proti imenovanju kanonika, za imenovanje nadžupnika pa se je od tedaj dogovarjalo s fevdalci Svetvinčenta. Istega leta je Pietro Morosini izdal prebivalcem pismeni statut, ki so ga njegovi nasledniki razširili, in je tri stoletja urejal vsakodnevno življenje Svetvinčenta.
Leta 1547 Andrea, sin Pietra Morosinija, ki ga je nasledil pri upravljanju fevda, umre brez moških potomcev, zato se je za nasledstvo predvidela tudi ženska veja. Vodila ga je vdova Chiara vse dotlej da je, zahvaljujoč poroki njenih dveh hčera za brata Marina in Aloroa Grimanija, veje di San Luca, fevd Svetvinčenta, kot dota leta 1585 prešel v družino Marina Grimanija.
Fevdalna jurisdikcija je ostala v rokah družine Grimani do padca Beneške republike leta 1797.
S prihodom Napoleonove oblasti, je Svetvinčenet upravljal delegat, ki pa ni imel sodne oblasti.
Po koncu fevdalne jurisdikcije, področje Svetvinčenata dobi prvo avstrijsko upravo, ki traja vse do leta 1805, potem francosko upravo pod Kraljevino Italijo, naslednico republike s te strani Alp, do leta 1810, da bi po tem pripadlo Ilirskim provincam do leta 1813, ko ponovno preide v sestav avstrijskega cesarstva in v njem ostane do konca prve svetovne vojne.
V tem času neprenehnih menjavanj držav je bilo področje Svetvinčenata podvrženo razbojništvu.
Zaostrilo se je rivalstvo med družinami naseljenimi v mestu in tistimi po vaseh. Avstrija je namreč privilegirala premožnejše družine, največkrat meščane in jim dajala pooblastila zastopnikov.
Med prvo in drugo svetovno vojno se je Svetvinčenat znašel pod italijansko oblastjo, do izraza prihaja nacionalizem, ki je favoriziral veleposestnike, podobno kot v avstrijskem obdobju in potenciral etnično neenakost prebivalstva.
Z nastankom socialistične Jugoslavije se je situacija spremenila. Pride do eksodusa mnogih italijanskih in istrsko-beneških družin.
Po razpadu Jugoslavije v 1990-ih, suverenost nad temi kraji pridobi novoustanovljena Republika Hrvaška.
Svetvinčenat, popis 1991; skupaj: 301

## Demografija
| Pregled števila prebivalcev po letih | Pregled števila prebivalcev po letih | Pregled števila prebivalcev po letih | Pregled števila prebivalcev po letih | Pregled števila prebivalcev po letih | Pregled števila prebivalcev po letih | Pregled števila prebivalcev po letih | Pregled števila prebivalcev po letih | Pregled števila prebivalcev po letih | Pregled števila prebivalcev po letih | Pregled števila prebivalcev po letih | Pregled števila prebivalcev po letih | Pregled števila prebivalcev po letih | Pregled števila prebivalcev po letih | Pregled števila prebivalcev po letih |
| ------------------------------------ | ------------------------------------ | ------------------------------------ | ------------------------------------ | ------------------------------------ | ------------------------------------ | ------------------------------------ | ------------------------------------ | ------------------------------------ | ------------------------------------ | ------------------------------------ | ------------------------------------ | ------------------------------------ | ------------------------------------ | ------------------------------------ |
| 1857                                 | 1869                                 | 1880                                 | 1890                                 | 1900                                 | 1910                                 | 1921                                 | 1931                                 | 1948                                 | 1953                                 | 1961                                 | 1971                                 | 1981                                 | 1991                                 | 2001                                 |
| 397                                  | 489                                  | 509                                  | 594                                  | 623                                  | 699                                  | 536                                  | 583                                  | 484                                  | 456                                  | 456                                  | 344                                  | 319                                  | 301                                  | 271                                  |

## Kultura
Svetvinčenat je znan po kulturnih dogodkih. Že sedem let za Dan občine, se na dan junijskega Janeza, v tamkajšnji Žlinji pod kaštelom Morosini-Grimani, odvija manifestacija Izbor najkoze. Že več let je Svetvinčenat gostitelj Festivala plesa in neverbalnega gledališča, ter številnih Drugih glasbenih dogodkov. Poznan je po svojem festivali istrskih spominkov, ki že dve leti v začetku septembra predstavlja veščine starih obrti.

## Znamenitosti
Svetvinčenatski trg, popularno Placa, s svojim izvirnim renesančnim izgledom, skladnimi arhitektonskimi proporci in preprostostjo, prijetno preseneti vsakega obiskovalca. Placa je obkrožena s kaštelom s stolpi in palačo, župnijsko cerkvijo Marijinega oznanjenja, mestno ložo iz 18 st. ter nizom podobnih renesančnih hiš iz 16. st. V središču je mestni vodnjak (cisterna) zgrajena leta 1808 iz klesanega kamna.

### Kaštel Morosini-Grimani
Skoraj celotno severno stran Place zavzema kamniti kaštel Grimani, najbolj ohranjen na polotoku in največja zgradba v mestu, ki je že stoletja simbol mesta in so ga občudovali vojaki, graščaki, potopisci in trgovci, danes pa radovedni turisti.
Prva trdnjava je bila zgrajena v začetku 13 st. Burna leta vojevanja so ga često uničila, pogosta so bila obnavljanja in spremembe izgleda kaštela, izgled so menjali tudi lastniki posestev. Po škofu, družini Castropola in Morosini, postanejo lastniki kaštela Grimani di San Luca, patricijska beneška družina. Sedanja oblika nastane leta 1589, ko Marino Grimani obnovi v požaru uničen kaštel po načrtu beneških arhitektov Scamozzija in Campagne. Kaštel je danes ena lepših beneških gradenj iz tistega časa v Istri. Na treh vogalih ima stolpe, na četrtem je palača s sobami za gospodo in stanovanjem kapetana. Iz stolpov so kontrolirali vse štiri vhode v mesto. Stolpi so povezani z obzidjem, ki ima na zunanji strani pri dnu še podporni zid, znotraj pa po celi dolžini balkon, s katerega so stražarji opazovali skozi strelne line. Na vratih, je razen dvižnega mostu obstajala tudi velika rešetka, ki se je spuščala. Nad vhodom se nahaja grb kaštela, sedanji grb Svetvinčenata in grb družine Grimani di San Luca. Znotraj je bilo, poleg širokega dvorišča, stanovanje upravitelja mesta, skladišče za javne koristi in strelivo, orožarna, prostori za 200 mušketirjev in kopjenoscev in zelo varen zapor pod zemljo. V 19. st. je družina Grimani prepustila kaštel škofom, ti pa v začetku tega stoletja občini. Ob koncu druge svetovne vojne je bil kaštel še enkrat požgan.

### Cerkev Marijinega oznanjenja
Župnijska cerkev Marijinega oznanjenja je bila zgrajena v začetku 16. stoletja iz lokalnega obdelanega kamna. Čeprav ni znan ne točen nastanek cerkve in ne ime arhitekta, je mogoče sklepati po podobnih arhitekturnih detajlih v Istri, da se je gradnja začela najkasneje do konca 15. stoletja in je bila končana do leta 1529, ko umre Pietro Morosini, glava beneške družine, katere začetnice so v grbu vklesanem na fasadi cerkve.

### Cerkev svetega Vincencija
Cerkev sv. Vincencija je bila nekdaj opatijska in župnijska cerkev. Zgrajena je bila v 12. stoletju. Enoladijska cerkev s tremi apsidami ima v notranjosti tri sloje zidnih fresk, med katerimi je tudi najobsežnejši istrski ciklus romanskih fresk z bizantinskim vplivom s konca 13. stoletja, delo mojstra Ognobenusa Trevisanusa.